# سرهنگ ثریا
سرهنگ ثریا فیلم ایرانی به نویسندگی و کارگردانی لیلی عاج و تهیه‌کنندگی جلیل شعبانی محصول ۱۴۰۱ است. این فیلم در چهل و یکمین دوره جشنواره بین‌المللی فیلم فجر به نمایش درآمد و انتشارش در ۱۰ آبان ۱۴۰۲ آغاز شد.

## خلاصه فیلم
فیلم سرهنگ ثریا محصول سازمان هنری رسانه‌ای اوج است که از زاویه‌ای متفاوت به حضور سازمان مجاهدین خلق در پادگان اشرف می‌پردازد. داستان مادری که فرزندش توسط گروه مجاهدین به پادگان اشرف رفته است و مادر تلاش خود را برای آزادی فرزندش از دست این گروه انجام می‌دهد.

## بازیگران
- ژاله صامتی
- حمیدرضا محمدی
- وحید آقاپور
- دیبا زاهدی
- سلیمه رنگزن
- شهروز آقایی‌پور
- مجید نظیمی آرانی
- منیره حسین‌زاده
- مجید پتکی

## جوایز و افتخارات

### جشنواره فیلم فجر
| مراسم                        | تاریخ برگزاری | رده                      | نامزد      | نتیجه        | منبع                 |
| ---------------------------- | ------------- | ------------------------ | ---------- | ------------ | -------------------- |
| چهل و یکمین جشنواره فیلم فجر | ۲۲ بهمن ۱۴۰۱  | بهترین موسیقی متن        | بهزاد عبدی | نامزدشده     | [ ۱۰ ] [ ۱۱ ] [ ۱۲ ] |
| چهل و یکمین جشنواره فیلم فجر | ۲۲ بهمن ۱۴۰۱  | بهترین بازیگر نقش اول زن | ژاله صامتی | نامزدشده     | [ ۱۰ ] [ ۱۱ ] [ ۱۲ ] |
| چهل و یکمین جشنواره فیلم فجر | ۲۲ بهمن ۱۴۰۱  | بهترین فیلم اول          | لیلی عاج   | دیپلم افتخار | [ ۱۰ ] [ ۱۱ ] [ ۱۲ ] |
| چهل و یکمین جشنواره فیلم فجر | ۲۲ بهمن ۱۴۰۱  | سیمرغ بلورین گوهرشاد     | لیلی عاج   | برنده        | [ ۱۰ ] [ ۱۱ ] [ ۱۲ ] |